# لي جاي-هون
لي جاي-هون (هانغل: 이재훈) هو مغني كوري الجنوبي، ولد في 30 يوليو 1974 في سول في كوريا الجنوبية.

## وصلات خارجية
- لي جاي-هون على موقع ميوزك برينز (الإنجليزية)
- لي جاي-هون على موقع ديسكوغز (الإنجليزية)